# Arvit

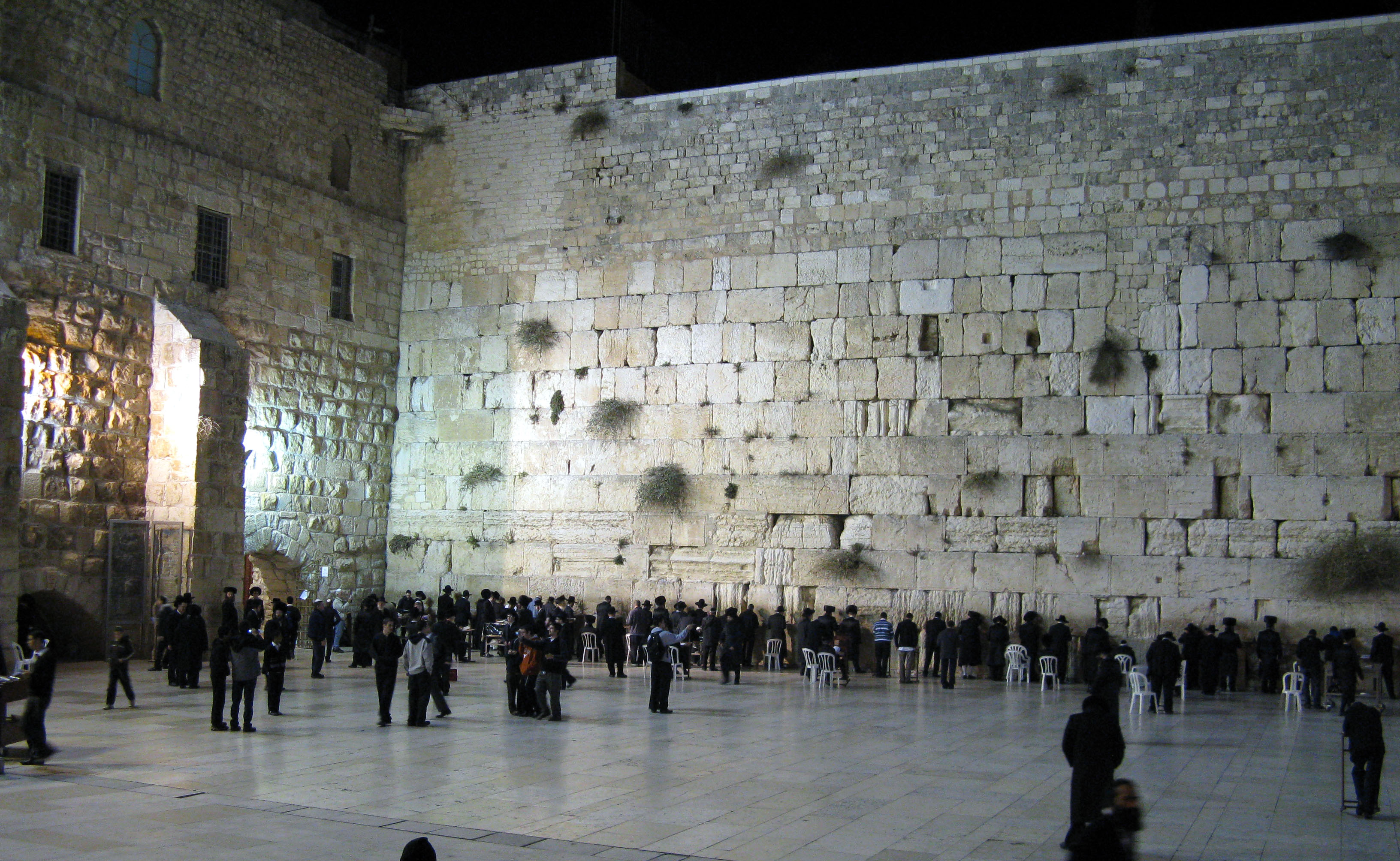
El Muro de las Lamentaciones de noche.

Arvit o Maariv (en hebreo: תפילת ערבית) (transliterado: Tefilat Arbit) es un servicio de oración judía que se lleva a cabo al anochecer o durante la noche. El rezo consiste principalmente en la oración vespertina del Shemá Israel y la Amidá. El servicio a menudo comienza con dos versos de los Salmos, seguidos de la recitación comunitaria del Bareju. Luego se dicen los tres párrafos de la oración del Shemá Israel, precedidos y seguidos por dos bendiciones, aunque a veces se agrega una quinta bendición al final. El jazán (cantante) recita a medias la oración del Kadish. La Amidá es dicha por todos, y a diferencia de los otros servicios religiosos, esta no es repetida por el jazán. Es recitado el Kadish completo, la oración Aleinu se recita, y el Kadish de los dolientes termina el servicio. De vez en cuando se agregan otras oraciones para incluir la Cuenta del Omer (entre Pesaj y Shavuot) y el Salmo 27 (entre el primero de Elul y el final de Sukkot). Maariv generalmente se recita después de la puesta del sol, sin embargo se puede recitar una hora y cuarto antes del ocaso. Esto se hace comúnmente solo los viernes por la noche, para comenzar el Shabat más temprano. Al final del Shabat y los días festivos, el servicio generalmente se retrasa hasta el anochecer.